# Nieuwe Oostenburgerdwarsstraat
De Nieuwe Oostenburgerdwarsstraat is een straat op de Oostelijke Eilanden in Amsterdam-Centrum.
De straat is ingeklemd tussen de Wittenburgervaart en de in de 20e eeuw verlegde Oostenburgervoorstraat. De straat loopt parallel aan de Oostenburgerdwarsstraat en kruist de Nieuwe Oostenburgerstraat. De straat kent alleen de oneven huisnummers 1 tot en met 11 met postcode 1018MA. Deze huizen werden gebouwd naar een ontwerp van Dolf van Gendt voor de N.V. Woning-Maatschappij, die hier meer dan 200 woningen zou laten bouwen. De huisnummers 9-11 zijn ouder dan de huisnummer 1-7. De arbeiderswoninkjes zijn aan een klein straatje gebouwd en staan met hun achtergevel aan de Oostenburgerdwarsvaart. Ze kijken vanuit die richting uit op de Van Gendthallen (van dezelfde architect) en wat voorheen het industrieterrein was van Werkspoor/Stork. Het blokje is sinds 2005 gemeentelijk monument. Het Gemeentelijk Monumenten Project omschreef het als volgt: "Het door A.L. van Gendt ontworpen complex woningen van de Woningmaatschappij op Oostenburg is van groot belang voor de geschiedenis van de volkshuisvesting in Amsterdam. Het is ook van belang voor het oeuvre van Van Gendt, waarvan de belangrijkste werken inmiddels via het MSP van rijkswege beschermd zijn. De architectuur van de blokken is sober, maar toch ook monumentaal. Met name het beeld over de Wittenburgervaart is imposant. De Nieuwe Oostenburgerstraat en de Nieuwe Oostenburgerdwarsstraat vormen met elkaar een ruimtelijk geheel waarin de negentiende eeuw nog bijna tastbaar aanwezig is."
De straat is voetgangersgebied.